# Чигиринка (Могилёвская область)
Чигиринка (бел. Чыгірынка, диал. Чыгрынка) — деревня в составе Стайковского сельсовета Кировского района Могилёвской области Республики Беларусь.

## Географическое положение
Расположена на берегу Чигиринского водохранилища.

## История
В 1862 благодаря стараниям местного священника Николая Борейко на крестьянской земле основано 1-классное народное училище (на 1894 — 31 мальчик и 9 девочек).

## Инфраструктура
В деревне имеется магазин, ФАП, клуб, школа, почта, библиотека, в окрестностях — много баз отдыха.

## Культура
- Дом культуры
- Историко-краеведческий музей в ГУО «Чигиринская средняя школа». Музей открыт 28 августа 1988 года

## События и мероприятия
- Ежегодный региональный фестиваль "Сенофест". Проводится с целью возрождения народных традиций и обрядов, традиционной культуры сенокошения и сенокосной страды и повышения туристической привлекательности Кировского района